# Halve marathon van Egmond 2013

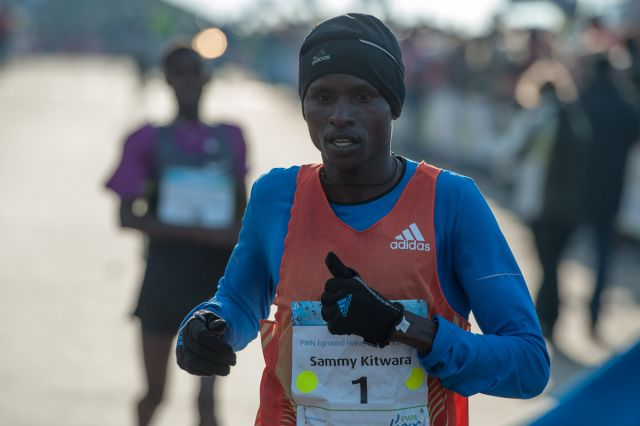
Sammy Kitwara tijdens de wedstrijd.

De halve marathon van Egmond 2013 vond plaats op zondag 12 januari 2013. Het was de 41e editie van deze halve marathon. De omstandigheden in Egmond aan Zee waren ideaal. De wedstrijd bij de mannen werd gewonnen door de Ethiopiër Abera Kuma in 1:01.20. Die tijd lag boven het parcoursrecord van 2012. Hij versloeg hiermee de Keniaan Vincent Kipruto, die in 1:01.36 over de streep kwam. Michel Butter uit Castricum was met een negende plaats de beste Nederlander.
Bij de vrouwen was Helah Kiprop uit Kenia het snelste in 1:10.55. Ze bleef haar landgenote Flomena Chepchirchir op de boulevard slechts een seconde voor. De man-vrouw wedstrijd werd gewonnen door de mannen. Naast de halve marathon kende het evenement een wedstrijd met als afstand een kwart marathon (10,5 km). In totaal schreven 17.268 lopers zich in voor dit evenement waarvan er 13.958 de finish haalden. 

## Uitslagen

### Mannen
| pos. | atleet                 | land      | tijd    |
| ---- | ---------------------- | --------- | ------- |
| 1    | Abera Kuma             | Ethiopië  | 1:01.20 |
| 2    | Vincent Kipruto        | Kenia     | 1:01.36 |
| 3    | Bonsa Diba             | Ethiopië  | 1:01.53 |
| 4    | Wilfred Kirwa          | Kenia     | 1:01.57 |
| 5    | Bantayehu Assefa       | Ethiopië  | 1:02.16 |
| 6    | Sammy Kitwara          | Kenia     | 1:02.25 |
| 7    | Yekeber Bayabel        | Ethiopië  | 1:02.27 |
| 8    | Philemon Yator         | Kenia     | 1:02.36 |
| 9    | Michel Butter          | Nederland | 1:02.46 |
| 10   | Khalid Choukoud        | Nederland | 1:02.58 |
| 11   | Noureddine Htaibi      | Marokko   | 1:03.38 |
| 12   | Tom Wiggers            | Nederland | 1:03.40 |
| 13   | Abdi Nageeye           | Nederland | 1:03.47 |
| 14   | Patrick Stitzinger     | Nederland | 1:04.45 |
| 15   | Willem van Schuerbeeck | België    | 1:04.59 |
| 16   | Ronald Schröer         | Nederland | 1:05.07 |
| 17   | Dennis Licht           | Nederland | 1:05.12 |
| 18   | Abdelhadi El Hachimi   | België    | 1:05.18 |
| 19   | Roy Hoornweg           | Nederland | 1:05.20 |
| 20   | Gert-Jan Wassink       | Nederland | 1:05.24 |

### Vrouwen
| pos. | atlete               | land      | tijd    |
| ---- | -------------------- | --------- | ------- |
| 1    | Helah Kiprop         | Kenia     | 1:10.55 |
| 2    | Flomena Chepchirchir | Kenia     | 1:10.56 |
| 3    | Yebrgual Melese      | Ethiopië  | 1:11.14 |
| 4    | Valentine Kibet      | Kenia     | 1:13.07 |
| 5    | Lucy Macharia        | Kenia     | 1:13.37 |
| 6    | Andrea Deelstra      | Nederland | 1:15.12 |
| 7    | Ruth van der Meijden | Nederland | 1:15.26 |
| 8    | Miranda Boonstra     | Nederland | 1:16.10 |
| 9    | Marieke Falkman      | Nederland | 1:17.13 |
| 10   | Rachel Klamer        | Nederland | 1:17.24 |
| 11   | Stefanie Bouma       | Nederland | 1:17.42 |
| 12   | Mariska Dute         | Nederland | 1:18.17 |
| 13   | Heleen Plaatzer      | Nederland | 1:18.28 |
| 14   | Kim Dillen           | Nederland | 1:19.24 |

1973 ·
1974 ·
1975 ·
1976 ·
1977 ·
1978 ·
1979 ·
1980 ·
1981 ·
1982 ·
1983 ·
1984 ·
1985 ·
1986 ·
1987 ·
1988 ·
1989 ·
1990 ·
1991 ·
1992 ·
1993 ·
1994 ·
1995 ·
1996 ·
1997 ·
1998 ·
1999 ·
2000 ·
2001 ·
2002 ·
2003 ·
2004 ·
2005 ·
2006 ·
2007 ·
2008 ·
2009 ·
2010 ·
2011 ·
2012 ·
2013 ·
2014 ·
2015 ·
2016 ·
2017 ·
2018 ·
2019 ·
2020 ·
2021 ·
2022 ·
2023 ·
2024 ·
2025